# Меттьюс (Індіана)
Меттьюс (англ. Matthews) — місто (англ. town) в США, в окрузі Грант штату Індіана. Населення — 494 особи (2020).

## Географія
Меттьюс розташований за координатами 40°23′15″ пн. ш. 85°29′52″ зх. д. / 40.38750° пн. ш. 85.49778° зх. д. (40.387457, -85.497778).  За даними Бюро перепису населення США в 2010 році місто мало площу 0,91 км², уся площа — суходіл.

## Демографія
Згідно з переписом 2010 року, у місті мешкало 596 осіб у 234 домогосподарствах у складі 166 родин. Густота населення становила 653 особи/км².  Було 254 помешкання (278/км²).
Расовий склад населення:
| - 98,0 % — білих - 0,8 % — чорних або афроамериканців - 0,2 % — корінних американців |

До двох чи більше рас належало 1,0 %. Частка іспаномовних становила 0,2 % від усіх жителів.
За віковим діапазоном населення розподілялося таким чином: 26,5 % — особи молодші 18 років, 54,9 % — особи у віці 18—64 років, 18,6 % — особи у віці 65 років та старші. Медіана віку мешканця становила 40,6 року. На 100 осіб жіночої статі у місті припадало 95,4 чоловіків;  на 100 жінок у віці від 18 років та старших — 93,0 чоловіків також старших 18 років.
Середній дохід на одне домашнє господарство  становив 37 174 долари США (медіана — 33 125), а середній дохід на одну сім'ю — 45 633 долари (медіана — 40 833). За межею бідності перебувало 18,9 % осіб, у тому числі 33,6 % дітей у віці до 18 років та 4,9 % осіб у віці 65 років та старших.
Цивільне працевлаштоване населення становило 236 осіб. Основні галузі зайнятості: виробництво — 26,3 %, освіта, охорона здоров'я та соціальна допомога — 20,8 %, мистецтво, розваги та відпочинок — 12,7 %, будівництво — 9,3 %.